# Darjeeling (huyện)
Huyện Darjeeling là một huyện thuộc bang West Bengal, Ấn Độ. Thủ phủ huyện Darjeeling đóng ở Darjeeling. Huyện Darjeeling có diện tích 3149 ki lô mét vuông. Đến thời điểm năm 2001, huyện Darjeeling có dân số 1605900 người.